# Hong Sung-won
Hong Sung-won fue un autor coreano.

## Biografía
Hong Sung-won nació en 1937 en Hapcheon, provincia de Gyeongsang del Sur, Corea del Sur. Fue el mayor de ocho hermanos. Estudió Literatura Inglesa en la Universidad de Corea, pero tuvo que dejarlo por motivos económicos. Los tres años que pasó en una base militar de Gwangwondo causaron un gran impacto en su escritura. Falleció de cáncer de estómago en mayo de 2008. Tiene dos hijas, Hong Jina y Hong Jaram, que escriben para la televisión y son responsable de obras como Round off y El virus de Beethoven.

## Obras
En 1961, antes de entrar en el servicio militar, su relato corto "La guerra" ganó el Premio Literario de Primavera de Dong-a Ilbo. El año 1964 fue todavía más fructífero. En enero, su historia "Periodo de congelamiento", basada en su experiencia en el ejército, ganó el concurso literario del periódico Hankook Ilbo. En agosto del mismo año ganó un concurso literario patrocinado por Saedae (Generación) con el relato "El tren y el carnero", y en diciembre ganó el concurso literario de Dong-a Ilbo con "La barraca del día D". Los temas de sus primeras obras suelen ser las relaciones destructivas y el poder de la violencia en las unidades militares, además de la brutalidad de la guerra. A partir de 1970, su novela más representativa  El 25 de junio, una obra que trata del ejército y la Guerra de Corea, se publicó de forma periódica en la revista Saedae durante cinco años. Después se publicó con el nombre de Norte y sur. Según él mismo dijo, fue difícil continuar la obra debido a que Corea seguía dividida.
Otra característica que define a su obras es que se centra en las crueles prácticas que ocurren en los espacios urbanos. Se manifiesta profundamente interesado en aquellos que intentan escapar de la sociedad demasiado estructurada porque no se pueden adaptar a la realidad. Los relatos publicados en los sesenta, como "Viaje sin dinero", "Viaje de fin de semana" y "Campo ajeno", entran en esta categoría. En los setenta concentró sus energías en escribir su obra principal Norte y Sur. En los ochenta se esforzó por poner en primer plano diversos acontecimientos históricos. Por ejemplo, La luna y el cuchillo trata sobre la invasión japonesa de fines del siglo XVI; Amanecer trata de las revueltas políticas  que ocurrieron a principios del siglo XX (incluido el movimiento del 1 de marzo); y Sin embargo es sobre la vida de un luchador por la independencia que se opuso al colonialismo japonés, pero que finalmente tuvo que huir. Amanecer, que noveliza las transformaciones tumultuosas de la historia reciente, está considerada una obra maestra y fue adaptada a la televisión en 1993.

## Premios
- Concurso literario de primavera Dong-a Ilbo (1961)
- Concurso literario Hankook Ilbo (1964)
- Concurso de novela Dong-a Ilbo (1964)
- Premio de Literatura Contemporánea por su novela El último ídolo
- Premio Literario Isan por su novela Amanecer.

## Obras en coreano (lista parcial)
Novelas
- Tierra sacudida (1978)
- Amanecer (Vol. 1-6, 1992)
- Sin embargo (Vol. 1-2, 1996)
- Norte y Sur (Vol 1-6, 1987; 2000)
- El último ídolo (1985; 2005)
- La luna y el cuchillo (Vol. 1-5, 1993; 2005)

Recopilaciones de relatos
- Viaje de fin de semana (1976)
- El tirano (1987)
- Caras transparentes (1994)
- El guerrero y el músico (1995)